# ひみつ指令マシン刑事999
『ひみつ指令マシン刑事999』（ひみつしれいマシンけいじキューキューキュー）は、すがやみつるによる日本の漫画作品。『テレビマガジン』（講談社）に、1977年5月号から1978年3月号にかけて連載された。

## 概要
ポルシェ934ターボを駆る主人公・嵐真一刑事が、スーパーカーを乗り回す犯罪者を追って活躍する刑事漫画で、スーパーカー同士のカーアクションや犯罪者とのガンアクションが見所となっており、それに付随する形で劇中に登場するスーパーカーや拳銃のデータも記されているのが特徴である。
当時、『週刊少年ジャンプ』に連載されていた池沢さとしのレース漫画『サーキットの狼』が牽引したスーパーカーブームが日本でまきおこっており、そのブームにあやかろうと企画された漫画であるが、当時の『テレビマガジン（以下『テレマガ』表記）』は小学5～6年生が読者層の中心だったこともあり、テレビ版権ものに頼らぬオリジナル作品を模索する会議へすがやを招き、スーパーカーを主軸に据えた内容へと決めるに至った経緯がある。
当初、原作者として「響わたる」の名が記載されていたが、これは鳥海尽三、もしくは鳥海を含むアニメ番組のシナリオライター3名による共同ペンネームである。しかし、その原作がボタン1つでポルシェの各部から秘密兵器が飛び出すアニメ然とした荒唐無稽な内容であったため、リアルな描写を重んじるすがやは編集者と話し合いオリジナルの物語を展開することになった。「大藪春彦作品の児童版」を目指しガンアクションも加えたのが功を奏して人気は上位を維持し、全5巻の単行本も増刷を続けるほど好調な売れ行きで、すがやが所沢に建売住宅を購入する資金ともなった。
なお、上述の響わたる原作に関しては設定や名称の使用のみに留まり、シナリオが全く使われなかったことで響サイドからクレームが来たため、彼らの意向に沿う形で『テレマガ』1977年5月号掲載の第5話分のみ響の原作が使用されているが、それまですがやが描いてきたリアル趣向の物語と乖離した内容だったこともあり、講談社コミックスとして単行本化される際、今度はすがやの意向で収録を見送られた経緯がある。のちに響原作の第5話は本作が英知出版のトラウママンガブックスとして復刊された際、番外編扱いで初めて収録されている。

## ストーリー
空前のスーパーカー・ブームに沸く1977年の日本では、子供たちが各国の高性能車へ目を輝かせるのと同じように、恰好の「逃走手段」としてスーパーカーを悪用する犯罪者も増加傾向にあった。凶悪化・巧妙化の一途を辿る彼らの犯行を喰い止めるべく、警視庁は抜群のドライビングテクニックを誇る嵐真一刑事を交通秘密公安官「マシン刑事」に抜擢し、彼の専用車両ポルシェ934ターボと共に犯罪者の摘発へと当たらせる。
嵐は小学生ながらも車の知識に詳しい加賀大助や、ランボルギーニ・カウンタックLP400を駆る謎の男・疾風進らの協力を得つつ、愛車ポルシェで犯罪者を追い詰めていく。

## 登場人物

### 警察関係者
嵐 真一（あらし しんいち）
主人公。「マシン刑事」の通称を持つ交通秘密公安官。愛車はポルシェ934ターボ。加賀大助から「ポルシェのお兄ちゃん」と呼ばれ慕われている。
国際A-Aライセンス保持者で、後述するスタントマン時代に培われたアクロバティックな運転技術はポルシェの操縦にも活かされており、空中回転やスピンターンなどの高等テクニックを駆使して敵を追い詰める。第4話より街中でもレーシング用ヘルメットを装着しながら運転するようになる。
射撃の腕前はオリンピック金メダル級を誇り、愛用銃としてワルサーP38を携行するがエピソードによってM1ガーランドや.44マグナム、オートマグなどを使用することもあった。基本、犯罪者相手でも急所を外すように心掛けているが、第11話の犯人のみヘリコプターごと撃ち爆殺している。
身体能力の高さを活かした各種逮捕術に秀でており、徒手空拳で相手を叩き伏せたのち連行するケースも多い。柔軟性に優れた肉体を有し、取り分け第11話では空中から突き落とされそうになった際、逆上がりの要領で敵への反撃に転じるアクションを2度にわたり披露している。
かつてはサーカスに所属しカースタントを担当していたらしいが、刑事だった父を拳銃密売組織「Z」に殺害されたことで父の仇を討つべくサーカスを辞職し、刑事の道を志した経緯がある。のちにFBI留学時代の恩師であるモーガン捜査官も失ったことで、父や恩師を殺した銃犯罪を憎む気持ちは人一倍強いが、それを抑止するため自らも拳銃を使わざるを得ない矛盾にジレンマを抱くこともあった。
交通事故で親を失う子供たちが増加する車社会の現状を憂い、レースの優勝賞金を交通遺児育英金として寄付しようとする優しい性格の持ち主だが、それを悟られまいとして周囲に露悪的な態度を執るなど若干、不器用な面も見受けられる。
恋愛関係では過去にスタントマン時代の同僚であるマリという女性へ想いを寄せていたが、あおり運転の犠牲となって他界している。
立花 百合子（たちばな ゆりこ）
大岡長官の秘書を務める女刑事。情報収集を主任務とするが、第11話では窮地に陥った嵐をモーターボート上からのライフル射撃で救っている。
スーパーカーブームに熱中するあまり、危険行為を繰り返す子供たちの道徳観の低さを危惧しており、彼らの代表たる大助と同レベルで口喧嘩になることもあるが、実は百合子自身アルファロメオ・アルフェリッタのような外車ファンという嗜好を持つ。時おり、嵐に対し異性として意識する描写も見受けられるが、嵐は仲間としての感情しか抱いていない模様。また、大助やクロードからの社交辞令的なお世辞を真に受けて喜ぶ単純な面がある。
大岡（おおおか）
警察庁長官。通称「ボス」。普段は警察庁の長官室に常駐し嵐や百合子へ指令を送るが、事件によっては自ら現場検証に出向く場合もある。
趣味はゴルフであり、第5話では殺し屋の標的に据えられていることを承知でゴルフ場へと出かけた結果、四肢を撃ち抜かれて窮地に陥るが、これは大岡自ら「嵐が犯人を必ず確保する」と彼を信頼したうえで敢行した囮作戦だった。
車田 伝六（くるまだ でんろく）
白バイ隊員。関西弁口調で交通違反者を締め上げるコワモテ警官だが、自分の犯したミスを挽回しようと躍起になる責任感の強さも併せ持つ。
当初、嵐や百合子が秘密捜査官であることは知らず彼らの邪魔をすることが多かったが、終盤では協力的な姿勢を見せている。
疾風 進（はやて すすむ）
第3話から登場する謎の男。愛車はランボルギーニ・カウンタックLP400で、当初はフルフェイスのヘルメットを被り素顔を隠していた。
初登場時から嵐をフォローすることが多く、第4話の「伊豆一周ロードレース」にて獲得した優勝賞金を嵐の名義で全額寄付するなど行動も謎めいていたが、最後の出番となる第7話で素顔とインターポールの刑事という素性が明かされる。元々インターポールからの指令で独自に動いていたが、「伊豆一周ロードレース」には嵐とドライビングテクニックを競い合いたい目的で出場した模様。使用拳銃はルガーP08およびS&W357マグナム。
拳銃密売組織「Z」へ「殺し屋ジョー」の偽名で接触を図り潜入捜査を行なっていたが、後に嵐も用心棒として「Z」へ乗り込んできたことを好機と見て彼に自身の正体を明かし、共闘して「Z」を壊滅させたあと嵐たちの前から去っていった。
クロード
講談社コミックス未収録だった響わたる原作エピソードの第5話（番外編Ver.）に登場する、ペンタゴンから要人警護のために派遣された捜査官。
スキンヘッドが特徴で日本語も堪能だが、キザな振る舞いと厭味な物言いは大助から好ましく思われていない。大統領送迎車への襲撃事件以降、嵐や日本警察に対し不信感を募らせるが、クロード自身もパーティー会場にて愛用銃の.44マグナムを敵に奪われるという失態を犯している。
嵐の父親（名称不明）
第7話での嵐の回想に登場。大岡いわく「立派な刑事」だったが、拳銃密売組織「Z」によって射殺されている。
ジミー=モーガン
第10話に登場するFBI捜査官。FBI留学時の嵐へ、教官として射撃術（コンバットシューティング）の手ほどきをした師匠的存在でもある。
確実に相手を殺すための武器として.44マグナムを愛用する反面、犯罪者と言えど無闇に命を奪いたくないという信念も持ち合わせており、輪胴内に敵へのダメージを負傷レベルで済ませられるショットシェルを1発だけ装填していた。その不殺の精神は、嵐にも大きな影響を与えている。
マークしていた被疑者を追って極秘に来日し、多摩川の河川敷へと追い詰めるも反撃に遭い殉職する。

### 協力者
加賀 大助（かが だいすけ）
小学4年生。無類のカーマニアで車の資料やカタログ、ラリー用ロードマップなどが大量に収められたアタッシュケースを常に持ち歩いている。
スーパーカーを含めた自動車全般の知識に詳しく、ロードマップも正確に読めるのでナビゲーターとしてポルシェに同乗し追跡をフォローするなど、小学生ながらも嵐の有能な「相棒」として捜査活動全般に協力する。第5話（番外編Ver.）から嵐と同じくレース用ヘルメットを被るようになった。
同世代の少年たちと同じくスーパーカーに目がない一方で、車道に飛び出し撮影を行なう友人の危険行為を注意するなど交通道徳はわきまえている。
また、誘拐されたり敵の人質に取られたりと犯罪に巻き込まれることも多く、万が一に備えて嵐から通信機やSOS発信機などを持たされている。
嵐とは兄弟のような関係で仲が良く、百合子ともケンカ友達の如きやりとりを交わす天真爛漫な性格の持ち主だが、母親がおらず友人の母子ゲンカを見て羨ましさを感じることもあった。嵐が潜入捜査など単独行動を執っている場合は、百合子に同行することが多い。第9話のみ未登場。
加賀（かが）
加賀モータース社長で大助の父親。普段はメカニックとして辣腕を振るうが、超低公害エンジンの研究開発など技術者の面も併せ持つ。
警視庁と業務委託契約を結んでいる模様で、捜査活動中に破損したポルシェの修理や改造を請け負い、定期的なメンテナンス作業も行なう。
父子家庭で大助と住み込みの技術者・大塚との3人暮らし。面倒見が良く、旧知の間柄である元レーシングドライバー・辺見つとむの引退後はメカニックとして加賀モータースに招く予定も立てていたが、それゆえ辺見が犯罪者となってしまったことに憤りを隠しきれなかった。
シュミット
ポルシェのバイザッハ試験場に勤める主任技師。運転技術の未熟な日本人の若者によって妹を失った過去があり、日本人を毛嫌いしている。
ポルシェ934ターボの購入に訪れた嵐にも当初は冷淡な態度を執り拒絶していたが、934のガレージ内で火災が発生し車体に火が燃え移った際、危険も顧みず934へと乗り込み、風圧で炎を消火させた嵐のドライビングテクニックを目の当たりにして感動し、自ら嵐へ934を譲り渡す決断を下した。
ハイムマン
第8話に登場するポルシェ創業時代の組立工で、かつてはフェルディナント・ポルシェ博士の部下だった老人。
934に魅了されるあまり、豪雨のテストコースに長時間立ち続け肺炎を起こしてしまった嵐を介抱し、シュミットが日本人嫌いになった経緯を語る。
トラック野郎集団
第9話に登場する長距離トラックのドライバーたち。強盗コンビからの手榴弾攻撃を受けてポルシェのオイルパイプが破損し、追跡不能状態に陥っていた嵐へリーダー格の運転手が声を掛け、荷台にポルシェを積み込み嵐に応急修理をさせつつ追跡を続行。同時にモービル=ハムで仲間のドライバーたちへと連絡して逃走車両を包囲し、ついには追い詰める。事件解決後、嵐は彼らの協力に感謝の意を示した。

### 犯罪者
ジョー早風（じょー はやかぜ）
第1話に登場する連続殺人犯。元サーカス団員で嵐とはスタントマン時代の同僚。妹のマリをあおり運転で事故死させたスピード狂の若者たちに復讐すべく、愛車マセラティ=メラクSSを駆ってスポーツカーを無差別に襲い8名以上もの犠牲者を出していたが、その見事な運転技術から嵐には正体を見破られてしまう。百合子をも危機に陥れるが、最期は嵐との凄絶なカーチェイスの末に大型トラックと正面衝突し、嵐に看取られながら死亡する。
産業スパイコンビ（仮称）
第2話に登場する外国人男女で、まず産業スパイ（男）が加賀モータースに忍び込み開発中だった新型エンジンを爆破し逃走。後日、設計図の存在を知った産業スパイ（女）が大助を誘拐し、逃亡中だった男と合流して大助の命を盾に加賀から設計図を奪い、仲間との合流地点を目指すも大助をナビに据えたポルシェの追撃を受け2人とも逮捕される。結果的に大助の豊富な車知識に敗れた形となり、男は自己嫌悪に陥っていた。
橋本 由起夫（はしもと ゆきお）
第3話に登場するひき逃げ犯人。東名高速道路入口付近にて少年を撥ねたのち逃走。横浜方面に逃げると見せかけて、神奈川・静岡両県警の警戒網を掻いくぐり再び東京へ舞い戻るなど、かなりの知能犯である。百合子からの免許証提示も振り切ってなおも逃亡を続け、さらにはポルシェの追跡すら躱すことにも成功するが、疾風のカウンタックに強制停車させられたのち、追いついてきた嵐へ抵抗を試みるも呆気なく確保される。
パンテーラ・チーム（仮称）
第4話の「伊豆一周ロードレース」に出場するゼッケン11番とゼッケン12番の選手、および彼らのピットクルーも含めた3人で構成されるチーム。優勝賞金を狙い3人ぐるみでライバル車両への走路妨害など悪質な反則行為を繰り返し、ついにはトンネル出口にガソリンを撒きポルシェを火だるまにするが、11番と12番は疾風から徹底的に叩きのめされ、ピットクルーも脱出済みの嵐に殴り倒された。全員、失格のち逮捕されたものと思われる。
暗殺団（仮称）
第5話（番外編Ver.）に登場するテロリスト集団。イリシア国大統領ランバートの政治方針に異を唱え、日本を表敬訪問中だった大統領父娘の暗殺を企む。黒尽くめの戦闘服に身を包んだ2名の戦闘員が演習中だった自衛隊の装甲車を強奪し、招待客に化け先んじてパーティー会場へ潜り込んでいた指揮官からの指令で執拗に大統領を狙うも、ポルシェのバルカン砲で装甲車を破壊されたのち嵐との銃撃戦に破れ、指揮官はクロードから拳銃を奪い取り盾になった嵐ごと大統領を射殺しようとするが、大助の香辛料をゴチャ混ぜした水鉄砲で眼を潰され嵐に取り押さえられた。
拳銃密輸犯（仮称）
第5話に登場する外国人の容疑者。事前に張り込んでいた嵐から袋小路に追い詰められ、所持していたコルトM1911 A1で抵抗するも射撃の未熟さが祟り弾切れとなったところを、嵐の危機と早合点した2名の巡査からの銃撃を受け死亡する。嵐は相手の弾切れを待って逮捕するつもりだった。
ブライカーン
第5話に登場する国際的な殺し屋にして拳銃密輸犯の兄。密輸組織の障害であり弟を殺した怨敵でもある日本警察への復讐を果たすべく、警察組織のトップたる大岡を狙って日本へ上陸する。ゴルフ中の大岡をワルサーKKJで狙撃し嬲り殺しにしようとするが、一定の時刻で風向きが激変するゴルフ場の特性を知らず弾道が反れ、とどめを刺すことに失敗。すぐにフェラーリ308GTBで大岡をひき殺そうとするも今度はポルシェに妨害され、大助を人質に取り最後まで抵抗するが、銃犯罪を憎む嵐から完膚なきまでに叩きのめされ昏倒したのち逮捕される。
辺見 つとむ（へんみ つとむ）
第6話に登場する連続爆破犯。元F1ドライバーだったが事故でマシンごと炎に包まれ、その恐怖心からレース界を去りF1へ逆恨みの感情を抱くようになった。メカに強く、長野県のダム工事現場から盗んだダイナマイトで手製の時限爆弾を造り、前段階として日本製F1「フェニックス007」発表会の会場を爆破。新聞社へ「日本グランプリ中止」を要求する脅迫状を送った後、タイレル・チームのピットに忍び込みパトリック・デパイユが搭乗するタイレルP34の燃料タンク内へと爆弾を仕掛けた。翌日、サーキット内を徘徊していたところを嵐に捕まりポルシェへ強制的に乗せられ、最高速度でコーナーを駆け抜けるポルシェにトラウマを刺激された辺見は爆弾の在り処を自白。その後、タイレルからデパイユを降ろせず苦戦中の嵐に代わってポルシェのハンドルを握り、彼のデパイユ救出活動に協力する。事件解決後、トラウマを克服した辺見は嵐へ更生とレース界への復帰を誓った。
ウッテル
第7話に登場するアメロン国の駐日大使にして拳銃密売組織「Z」の幹部。大使館を「Z」の拠点に据えて拳銃を売り捌き、日本の銃犯罪を増加させていた。フリーの殺し屋を装って「Z」に接触してきた嵐を、先んじて雇用していた殺し屋ジョー（疾風）と競わせ実力を確認し正式に雇い入れるが、警察無線を傍受したことで嵐の正体を見破り百合子と大助を人質に取って武装解除させる。しかし、事前に素性を明かしていた疾風との共闘で反撃に転じた嵐から、部下ともども一網打尽にされた。使用拳銃は「Z」の資金源でもあるブローニング M1935ハイパワー。
アクマッケル
第7話に登場するインターポールの部長刑事。ブローニング=ハイパワーによる銃犯罪が蔓延し、拳銃密売組織「Z」の摘発に苦慮している日本警察を支援するべく来日するが、横柄な物言いで大岡へ噛みつく態度から嵐には快く思われていない。後日、「Z」の取引場所たる油壺のヨットハーバーに姿を現し、そこで自身こそが「Z」の黒幕だったことを百合子と大助に知られ、両名とも射殺しようとするが嵐と疾風の反撃に遭う。嵐らがウッテルたちと交戦している隙を突き、隠し持っていたレミントン・デリンジャーで嵐を狙うも失敗。逆に彼から父の命を奪った「怨敵」として明確な殺意を向けられ恐怖するが、百合子の制止で嵐が辛うじて思い留まったことにより命拾いする。アクマッケルの逮捕により、事実上「Z」は壊滅した。
強盗犯コンビ（仮称）
第8話冒頭に登場。ポルシェの追跡を受け空港へと逃げ込み、待機させていたエアロスバルで空へ逃れようとするもジャンプしたポルシェが翼に接触して墜落。機体は爆発炎上したが、嵐の台詞によると強盗犯コンビは生存し空港警察に連行された模様。
武器強奪犯コンビ（仮称）
第9話に登場。アメリカ軍基地から奪ったM-16ライフルや手榴弾でパトカー隊を蹴散らし、逃走用のロータス=ヨーロッパと荷台内にロータスを収容可能な大型トラックとを併用することで嵐の追跡から逃れる。再戦ではポルシェのオイルパイプを損壊させ追跡不能に追い込むも、トラック野郎集団からのフォローを受け応急修理を済ませたポルシェに反撃され、なおもM-16で抵抗を試みるが銃で嵐に敵うはずもなく、2人そろって御用となった。
FBI捜査官ジミー=モーガン殺害犯（仮称）
第10話に登場する国際的犯罪者。詳細不明だが大岡は「殺し屋かスパイ」との見解を示している。日本まで追跡してきたモーガン捜査官を愛用銃のベレッタM1934で射殺するが逃亡の際に紛失し、それを大助の同級生に拾われるという致命的なミスを犯す。のちに同級生からベレッタを奪い返し彼を救おうとした大助ともども人質に取りガソリンスタンドへ篭城するが、モーガン捜査官の形見である.44マグナムを携えた嵐からショットシェルの銃撃を受け負傷。なおも抵抗するが今度は体スレスレにマグナム弾の衝撃波を喰らい、昏倒したのち逮捕された。
拳銃密輸団（仮称）
第11話に登場。リーダー格の巨漢、サングラスの男、彼らの弟分ら運び屋3名と、取引相手「港工業」の社長を含めた4人からなる。貨物船を利用して国外から3千丁もの拳銃を密輸していたが、船長の機転で貨物船を爆破され積荷の拳銃は式根島沖の海底に水没。船長を射殺し証言者たる彼の娘もポルシェごと海へ沈め、その1ヵ月後に積荷を引き揚げるべく式根島へと向かう。潜水夫として潜り込んでいた嵐の正体に気付きつつ、彼に作業を行なわせるしたたかさも持ち合わせていたが巨漢は積荷上での格闘の末、海に投げ落とされ船上で待機していた弟分と社長も海上保安庁に逮捕された。
サングラスの男（仮称）
拳銃密輸団の行動隊長格。船長の娘を送迎中だったポルシェへトライアンフ-TR7と自動小銃による奇襲を仕掛け、海中へ叩き落した。それから1ヵ月後の引き揚げ作業では積荷を懸吊するヘリコプターに乗り込み、巨漢を仕留め積荷にぶら下った状態の嵐を愛用のオートマグで射殺しようとするが、嵐の反撃を喰らってオートマグを奪われたのち、落下する彼からヘリごと撃ち抜かれ爆死。全エピソード中で唯一、嵐に射殺された犯罪者となった。
海堂 健（かいどう けん）
第12話（最終回）に登場する交通機動隊員にして連続殺人犯。警察内部でもフリーピストル種目でモスクワオリンピック金メダル獲得が期待されており、嵐も目を見張るほどの腕前を誇ってはいるが、標的の頭部ばかり狙うなど射撃訓練からも確実に相手を仕留めようとする意思が見受けられる。
職務の裏で卓越した射撃術を駆使し私刑による「犯罪者狩り」を続けていたが、嵐から頭部のみ狙う殺害法を逆手に取られ馬脚を現し、愛銃モーゼルM712のフルオート射撃で嵐を負傷させポルシェ928で逃走するも失敗。なおも海堂は、己の独善的な「正義」を主張し手負いの嵐へ決闘を挑むが、負傷の影響で体勢を崩した嵐に銃弾をかわされた挙句、自身も嵐の銃撃にモーゼルを弾き飛ばされたことで敗北を認め逮捕、連行されていった。

## 登場車両

### 警察関係車両
ポルシェ934ターボ
嵐の愛車。ボディカラーは赤。ナンバープレートは999。元来はレース用GTカーゆえ、公道を走るために必要なスピードメーターを設置してある。
普段は嵐が居住する9階建てマンションの地下駐車場に待機しており、事件発生の連絡が入ると直ちに現場へ急行する。
本編開始の2年前、秘密捜査官の手足となるマシンを探すべくヨーロッパ各地を訪れ、様々なスーパーカーを試乗するも候補選びに難航していた嵐が、見学のため訪れたニュルブルクリンクでの自動車レースでポルシェ934を見初め、高速性能や静音走行などに惚れ込み紆余曲折を経て入手した。
任務の性質上、敵の車への体当りや強引なジャンプなど嵐から荒っぽく扱われることが多く、他方で犯罪者の妨害工作によって車体が火だるまになったり海中に突き落とされたりと深刻な被害を受ける場面も珍しくないが、その度に加賀モータースでの修復作業を経て不死鳥のごとく戦線復帰する。
加賀から定期的に細かな改良を加えられている模様で、第1話の事件解決後にはエンジンの強化、第4話ではエンジンのさらなるチューンナップ及びリアウイングの長さと向きをカーブに応じて変えられる油圧式ニューウイングへの換装が施されている。
運転席には緊急時に乗員へ酸素を供給するライフ・サポート・システムが常備されており、第11話で海中へ沈められた際に使用している。
ポルシェ934ターボ（響わたる原作Ver.）
第4話での「伊豆一周ロードレース」で火だるまにされた数日後、加賀モータースで全面改修する際に5つの新装備を搭載して復活したポルシェ。
車体は12.7mm機銃弾の直撃にも耐える頑強な装甲へと換装され、内部には天気や道路状況に応じてブレーキの具合および燃料チェックを自動的に行なうミニ=コンピューターを搭載。コクピットにはコンピューターが解読した暗号や計算結果を表示するブラウン管が設置され、ルーフには電波の方向を探知するレーダーを装備。ヘッドライトには2門の20mmバルカン砲を備え付けられ、ボタン操作によって銃身が出現する。
ブラウン管のみ本編第10話にも再登場しているが、基本的に上記装備の大半は番外編だけの設定に留められている。
「フラワーショップ タチバナ」のバン（車種不明）
百合子の愛車で第2話からの登場。生花店の運搬車に偽装した特殊車両で連絡用の無線機を常備しており、普段は街中を走りつつ情報収集を行なう。このバンは加賀から提供されたもので、車内にポルシェ用のスペアパーツやオプションなどを積載した移動ピットとしての機能も併せ持つ。
ランボルギーニ・カウンタックLP400
疾風の愛車。ボンネットに貼られた稲妻状の矢印デカールが特徴。第3話で初登場し、以降は第4話・第5話（番外編Ver.）・第7話にもゲスト出演。
第4話で車体色は「黄色」とアナウンスされているが、すがや描きおろしのカラーイラストでは青に着色されていることが多い。
嵐のポルシェ同様に疾風からも荒っぽく扱われるが、ポルシェと異なり深刻なダメージを受ける描写は全く見受けられなかった。
アストン=マーチンV8、ベンツ450SEL
それぞれ第5話（番外編Ver.）に登場する大統領護衛車両。アストン=マーチンにはクロードが、ベンツにはボディーガードが乗り込み任務に就く。
護衛中に装甲車の奇襲を受け、送迎車の盾となったアストン=マーチンが機銃掃射でフロントガラスを砕かれるも辛うじてクロードは無事だった。

### 犯罪者の使用車両
マセラティ=メラクSS
ジョー早風の愛車。ハイウェイの通り魔「殺人カー」の異名で恐れられていた。旧友の嵐が操るポルシェと熾烈なカーチェイスを繰り広げ、ついにはポルシェにオーバーヒートを起こさせるまでに至るも、勢いあまって対向車線へ飛び込んだことで大型トラックと正面衝突し大破した。
ポンティアック=ファイヤーバード トランザム
産業スパイ（男）の愛車。ボディカラーは白でボンネットには「火の鳥」のデカールを有する。新型エンジンを爆破したのち逃亡を図るも、嵐のポルシェに丁字路へ追い詰められ電柱に激突し大破するが、はずみで落下してきた柱上変圧器が確保の妨害をする形となり男に逃げられてしまう。
フェラーリ512BB
産業スパイ（女）の愛車だが設計図を奪って逃走を図る際、産業スパイ（男）に運転を交代している。次々と検問所を突破して仲間のヘリが待機する乗鞍岳を目指すが、ぬかるんだ路面状況やオンロード仕様の512BBで山道を走る無謀さなど悪条件が重なり、オフロード仕様へ換装したポルシェに追い詰められカーブを曲がり切れず横転し炎上。しかしながら2名のスパイは嵐に救出されている。
シボレー・コルベット・スティングレイ
橋本由起夫の愛車。車体色は緑。本作に登場する犯罪者の使用車両中、唯一のオープンカーである。疾風のカウンタックから強制停車させられた際に損傷したシボレーは、ひき逃げの被害者たる少年から「僕が道に飛び出したせい」と謝罪されている。
デ=トマソ=パンテーラGTS
2台登場し、それぞれゼッケン11番とゼッケン12番の選手が操縦。2台とも悪人が使用した車両としては珍しく、無傷のまま出番を終えている。
ランチャ=ストラトス
拳銃密輸犯の愛車。嵐の尾行に気付いて急加速し逃亡を図るも、ポルシェの体当りを喰らってガードレールに衝突し大破する。
フェラーリ308GTB
ブライカーンの愛車。大岡長官の狙撃に失敗したブライカーンが、大伊豆カントリークラブ13番ホールの茂みに隠してあった308GTBで長官を直接ひき殺そうとするも、ポルシェの「神風攻撃」を喰らいバンカーに突き落とされ脱出不能となる。
ロータス=ヨーロッパ
武器強奪犯コンビの愛車。
大型トラックへの収納で追跡から逃れたり、一時ポルシェを走行不能に追い込むなど嵐の手を焼かせたが、復活したポルシェの逆襲を受け中破する。
ランボルギーニ=ミウラSV6
FBI捜査官殺害犯の愛車。
嵐とのカーチェイスで追い詰められた犯人が、ミウラを乗り捨ててガソリンスタンドに篭城してしまったため、ほぼ無傷のまま出番を終えている。
トライアンフ-TR7
サングラス男の愛車。海岸沿いを疾走していたポルシェに奇襲を仕掛け、ついには海中へと叩き落した。
無傷のままポルシェに完勝して出番を終えたスーパーカーは、全話通してもトライアンフのみである。
ポルシェ928
海堂健の愛車。嵐を負傷させ928で逃走を図る海堂だったが、排気量で928に劣るハンデをターボの加速性能で補う934の前にあっさり追い付かれ、最終的に嵐からタイヤを撃ち抜かれたことで壁に激突したのち炎上。本作中、最初にして最後の「ポルシェ対決」は934が制した。

### その他の登場車両
リムジン=リンカーン=コンチネンタル
第5話（番外編Ver.）に登場するイリシア国のランバート大統領と令嬢オリビアが乗り込む送迎車。
5代目にあたる1970年型モデルが選出されVIP用装甲車両としての改造も施されており、大統領暗殺を企む装甲車からの機銃掃射にも耐え抜いた。
エルフ=タイレルP34フォード
第6話に登場するレーシングドライバー、パトリック・デパイユの「1977年日本グランプリ」に於ける搭乗マシンで、被害車両としての出演。
元レーシングドライバー・辺見つとむによって燃料タンク内に時限爆弾が仕掛けられていることを知った嵐は、レース中のデパイユを強制的に引きずり下ろしてタイレルを奪い、富士スピードウェイでは閉鎖されているロングコースへ突入したのち脱出。直後、タイレルは木っ端微塵に吹っ飛んだ。
翌日、デパイユは別のタイレルで決勝レースに出場し「マシンの代わりはあっても体の代わりはない」と、命を救ってくれた嵐への感謝を述べた。
ロータス78、フェラーリ312T2、小島009
それぞれ第6話に登場するマリオ・アンドレッティ、ニキ・ラウダ、星野一義が乗り込むフォーミュラ1カー。
ロータス=エスプリ、アルピーヌ=ルノーA310V6、ランボルギーニ=ミウラ、マセラティ=ボーラ、デ=トマソ=パンテーラ、フェラーリ365GT4BB
いずれも第8話で嵐の回想に登場し、ヨーロッパ各地を訪れた彼が「秘密捜査官専用マシン」の候補として試乗したスーパーカー。
嵐は「素晴らしいマシンだが今ひとつ俺には馴染めない」と、どの車種にも難色を示していた。
ポルシェ911、ポルシェ=カレラ、ポルシェ930ターボ、ポルシェ935、ポルシェ936、ローネル=ポルシェ=シェイズ
ポルシェ=タイプ60、ポルシェ356、ポルシェ=カレラ6、ポルシェ914、ポルシェ924、ポルシェ928
いずれも第8話内にて語られるポルシェ開発史で紹介されたモデル。
アルファロメオ・アルフェリッタGTV、BMW3.0CSL
両車とも物語に絡まぬモブキャラ扱いでの出演。アルファロメオは第2話、BMWは第8話にそれぞれ登場する。

## 書籍情報
『ひみつ指令マシン刑事999』（講談社、講談社コミックステレビマガジン）
1. 1977年6月15日
2. 1977年9月15日
3. 1977年11月15日
4. 1978年2月15日
5. 1978年3月15日

『ひみつ指令マシン刑事999』（英知出版、トラウママンガブックス）
1. action.1 2005年5月 ISBN 4754232240 
2. action.2 2005年5月 ISBN 4754232259 

## 関連作品
- 『ラジコン探偵団』…スピンオフ作品。本作のサブキャラクター・加賀大助が主人公となり、嵐真一の愛車・赤いポルシェ934ターボ（ナンバー999）を模したラジコンカーを使い、ラジコン愛好家の仲間たちと探偵団を組んで活躍する。